# Vogelpoel
Vogelpoel was een versterkte hofstede of edelmanshuis aan de westzijde van de Nederlandse stad Wijk bij Duurstede, provincie Utrecht. Op de voormalige huisplaats staat anno 2023 de boerderij Vogelpoel, waarin onder andere een bed and breakfast is gehuisvest.

## Geschiedenis
Vogelpoel wordt voor het eerst in 1304 vermeld. Rond 1380 werd Jan van Rijnestein door Willem van Abcoude met Vogelpoel beleend. Het goed bestond toen uit een huis, een hofstede, een omgrachting, ‘timmering’ en 18 morgen land. De voorganger van Jan als leenman van Vogelpoel was Dirk Borre van Amerongen.
In 1449 was Vogelpoel volgens het leenregister van Gaasbeek beleend aan Jan van Lijmbeeck Engbertsz. Hierna volgden nog beleningen aan de familie De Gruter. In 1532 kwam het in eigendom van Anthonius van Zuylen van Nijevelt, die het in 1570 als lijftocht aan zijn echtgenote Bernarda Grauwert schonk.
In 1581 was Vogelpoel in handen van Jan Hendrick Goosen. In 1616 werd het huis overgedragen op Frederik Pythan, gouverneur van Gulik en ‘s-Gravenweerd. Zijn dochter Elisabeth erfde Vogelpoel toen Frederik in 1628 overleed. Zij was de weduwe van Adolf van Alendorf, met wie zij een zoon Johan Frederik had. Elisabeth droeg in 1646 Vogelpoel aan haar zoon over maar bleek daarna toch weer zelf eigenaar te zijn. Uiteindelijk werd het huis in 1654 verkocht aan Geertruijt van Bijller, die het tot haar dood in 1679 in bezit hield. Hierna kwam het terecht bij haar zoon Johannes Martini maar die verkocht het een jaar later al weer aan Gerard van Rinckenraet. Hij liet het na aan zijn dochters Maria en Johanna. Met het overlijden van Maria in 1754 kwam Vogelpoel in handen van haar erfgename Megteld van Ingen, echtgenote van Adrianus Reaal.
In 1798 werd Vogelpoel door de erfgenamen van Megteld en Adrianus openbaar geveild. Pachter Johannes van der Weijde kocht het goed aan voor 8000 gulden, en verpachtte het vanaf 1813 aan zijn stiefzoon Gerrit van Bemmel. Toen Johannes in 1822 overleed erfde Gerrit de Vogelpoel. Het goed was inmiddels uitgegroeid tot 56 morgen aan land. Zijn zoon Johannes erfde Vogelpoel in 1845. De familie Van Bemmel bleef tot 2019 eigenaar van Vogelpoel.
Tijdens de Tweede Wereldoorlog was Vogelpoel een onderduikadres en werd het gebruikt voor verzetsactiviteiten. Naast geallieerde piloten en joodse inwoners waren ook burgemeester Naud van der Ven en zijn gezin hier in 1944/1945 ondergedoken.

### Pachters
De eigenaren verpachtten de hofstede vaak aan anderen. In 1580 was Christiaan Cornelisz de pachter van Vogelzang, in 1616 opgevolgd door zijn zoon Jan Christiaansz van Vogelpoel. Vanaf 1675 pachtte de familie Van Bemmel het goed, tot in 1709 Baltus van Ommeren de pacht overnam. Na zijn dood in 1731 kwam de familie Van Bemmel weer in beeld, met Gerrit Aertse van Bemmel als pachter. Gerrit raakte in financiële problemen en in 1751 legde eigenaresse Maria van Rinckenraet beslag op zijn goederen en vee. Tegelijk brak er ook nog brand uit op Vogelpoel waarbij alleen het voorhuis behouden bleef. Gerrit werd enkele jaren later krankzinnig verklaard.
Na het overlijden van Gerrit in 1757 nam zijn zoon Ary van Bemmel de pacht over. Hij was getrouwd met Anna van den Heijligenberg, die na de dood van Ary hertrouwde met Johannes van der Weijde. De pacht ging hiermee over naar Johannes en hij kocht 1798 Vogelpoel aan. In 1813 verpachtte hij Vogelpoel aan Gerrit, de zoon van Anna uit haar eerste huwelijk.

## Beschrijving
Het is niet bekend hoe het middeleeuwse kasteeltje Vogelpoel er uit heeft gezien. Uit de belening van 1380 blijkt dat er sprake was van een omgrachting, een huis en een hofstede. Ook was er een ‘timmering’ aanwezig: dit zou kunnen wijzen op een representatief gebouw dat aan de boerderij was toegevoegd.
Op een kaart uit 1667 is een L-vormig gebouw te zien. Een beschrijving uit 1675 vermeldt de aanwezigheid van een torentje en een ‘salet tersijde het voorhuijs’, hetgeen zou kunnen wijzen op een zogenaamde stenen kamer.
De huidige gepleisterde boerderij dateert uit eind 18e of begin 19e eeuw, maar mogelijk zijn delen van de boerderij – waaronder het torentje – afkomstig uit de 17e eeuw. Het is niet bekend of er nog oudere delen bewaard zijn gebleven.
Het bedrijfsgedeelte is rond 1903 toegevoegd.
Rondom de boerderij liggen nog de middeleeuwse grachten. De afmetingen van het omgrachte kasteelterrein zijn ongeveer 100 bij 100 meter.
In de voorgevel is een monument ingemetseld die herinnert aan de functie van onderduikadres tijdens de Tweede Wereldoorlog. Het monument is geschonken door burgemeester Naud van der Ven, die zijn functie kwijtraakte aan een NSB-er en vervolgens met zijn gezin hier onderdook.
Kasteel Ter Aa (Breukelen) ·
Aastein ·
Slot Abcoude ·
Amaliastein ·
Nieuw-Amelisweerd ·
Oud-Amelisweerd ·
Kasteel Amerongen ·
Kasteel Batestein (Harmelen) ·
Kasteel Batestein (Vianen) · 
De Beest ·
Bergestein ·
Beverweerd ·
Blasenburg ·
Blikkenburg ·
Blommesteyn ·
Bolenstein ·
Bolsweerd ·
Bottestein ·
Kasteel Broekhuizen ·
Bruinenburg ·
Huis Cammingha ·
Clarenborg ·
Coelhorst ·
De Batau ·
Dompselaer ·
Huis Doorn ·
Drakenburg (kasteel) ·
Drakensteyn ·
Kasteel Duurstede ·
Huis Ter Eem ·
Eijkelenburg ·
Emmickhuizen ·
Den Engh ·
Essenstein ·
Everstein (Everdingen) ·
Everstein (Jutphaas) ·
Den Eyck ·
Galesloot ·
Kasteel Geerestein ·
Gildenborgh ·
Kasteel Ten Goye ·
Grauwert ·
Grijpestein ·
Groenestein (Langbroek) ·
Kasteel Groeneveld (Baarn) ·
Groenewoude (Woudenberg) ·
Gunterstein ·
Kasteel de Haar ·
Kasteel Hagestein ·
Hamtoren ·
Kasteel Hardenbroek ·
Huis Harmelen ·
Ridderhofstad Heemstede ·
Kasteel Heemstede ·
Heimenberg ·
Heimerstein ·
Huis Herlaar ·
Ter Heul ·
Heulestein ·
Hindersteyn ·
Kasteel Ter Horst (Achterberg) ·
Isselt ·
Kasteel IJsselstein ·
Jagenstein ·
Kersbergen ·
Killestein ·
Kronenburg (kasteel) ·
Kasteel Levendaal ·
Lichtenberg (Woudenberg) ·
Lievendaal (Amerongen) ·
Landgoed Linschoten ·
Kasteel Linschoten ·
Lockhorst ·
Kasteel Loenersloot ·
Kasteel Lunenburg ·
Huis Maarsbergen ·
Marckenburg ·
Ter Meer ·
Ter Mey (Haarzuilens) ·
Huis te Mijdrecht ·
Huis te Mijnden ·
Kasteel Moersbergen ·
Kasteel Montfoort ·
Natewisch ·
Te Nesse ·
Kasteel Nijenrode ·
Nijenstein ·
Nijeveld ·
Noordwijk (Langbroek) ·
Huis te Oosterwijk ·
Oostwaard (Utrecht) ·
Op de Bol ·
Oud-Broekhuizen ·
Ridderhofstad Oudaan ·
Huis Oudegein ·
Oudenhorst ·
Plettenburg (kasteel) ·
Huis De Polle ·
Prattenburg ·
Kasteel Putkop ·
Randenbroek (park) ·
Remmerstein ·
Kasteel Renswoude ·
Rhijnauwen ·
Kasteel Rhijnestein ·
Huis Riebeek ·
Kasteel Rijnenburg ·
Rijnestein ·
Rijneveld ·
Kasteel Rijnhuizen ·
Rijningen ·
Huis Rijnsweerd ·
Rijpickerwaard · 
Kasteel Rijsenburg ·
De Roetert ·
Rumelaar ·
Kasteel Ruwiel ·
Royestein ·
Kasteel Sandenburg ·
Kasteel Schalkwijk ·
Kasteel Schonauwen ·
Schurenburg ·
Snaafburg ·
Snellenburg ·
Paleis Soestdijk ·
Steenhuis (Lopik) ·
Kasteel Sterkenburg ·
Stormerdijk ·
Landgoed Stoutenburg ·
Ten Massche ·
Valkenburg (Rhenen) ·
Huis te Velde ·
Kasteel Veldenstein ·
Hofstede te Vliet ·
Huis te Vleuten ·
Huis te Vliet (Lopik) ·
Huis te Vliet (Oudewater) ·
Vogelpoel ·
Huis te Voorn ·
Vredelant ·
Vronestein ·
Vuijlcop ·
Kasteel Walenburg ·
Wayenstein (Amerongen) ·
Kasteel Weerdenburg ·
Weerdesteyn ·
Weerestein ·
Hof ter Weyde ·
Wickenburgh ·
Wijnestein ·
Wiltenburg (Utrecht) ·
Kasteel van Woerden ·
Huis Woudenberg ·
Huis te Woudenberg (I) ·
Huis te Woudenberg (II) ·
Wulven ·
Kasteel Oud-Wulven ·
Wulvenhorst ·
Slot Zeist ·
Kasteel Zuilenburg ·
Zuileveld ·
Slot Zuylen ·
Huis Zuylenstein